# Tretton vid bordet (film, 1934)
Tretton vid bordet (engelska: Lord Edgware Dies) är en brittisk mysteriefilm från 1934 i regi av Henry Edwards med Austin Trevor, Jane Carr och Richard Cooper i huvudrollerna. Filmen baserades på Agatha Christies roman Tretton vid bordet 1933.
Filmen är Trevors tredje och sista där han spelar Hercule Poirot, efter att ha spelat honom i Alibi och Black Coffee, båda släppta 1931. Samtliga filmer spelades in i Twickenham Film Studios. Även om de två tidigare filmerna nu är förlorade, finns denna produktion fortfarande kvar.
Under Julius Hagens tid på Twickenham hade studion specialiserat sig på att producera mordgåtor. Även om Hagen utan tvekan hade ambitioner att denna film skulle vara en mer prestigefylld produktion, med en större budget, ledde likheterna med studions mer rutinmässiga produktion till att de flesta biografer visade den som en andra långfilm. Filmens scenografi designades av art directorn James A. Carter.

## Handling
Hercule Poirot anlitas av Lady Edgware, en amerikansk skådespelerska, som vill att han ska ordna en skilsmässa från hennes aristokratiska make. I själva verket visar det sig att Lord Edgware redan har gått med på skilsmässa, bara för att mördas samma natt.

## Rollista
- Austin Trevor som Hercule Poirot
- Jane Carr som Lady Edgware
- Richard Cooper som kapten Hastings
- John Turnbull som kommissarrie Japp
- Michael Shepley som Captain Roland Marsh
- Leslie Perrins som Bryan Martin
- C. V. France som Lord Edgware
- Kynaston Reeves som Duke of Merton
- Phyllis Morris som Alice
- Sophie Stewart som Miss Geraldine Edgware